# Escudo de la República Socialista Soviética de Azerbaiyán
El emblema estatal de la República Socialista Soviética de Azerbaiyán fue adoptado en 1937 por el gobierno de la República Socialista Soviética de Azerbaiyán. Está basado en el emblema nacional de la URSS.

## Descripción
El emblema está compuesto por una torre de perforación (que representa los ricos depósitos de petróleo de Bakú) y, detrás de ella, un sol naciente, que representa el futuro del pueblo azerí, abrazados por dos haces de trigo y algodón (que representan la agricultura) rodeados por una cinta roja que lleva el lema de la Unión Soviética, «¡Proletarios de todos los países, uníos!», escrito en ruso (Пролетарии всех стран, соединяйтесь!, romanizado: Stran Proletarii vsekh, soyedinyaytes!), y en azerí (Бүтүн өлкəлəрин пролетарлары, бирлəшин!, romanizado: Bütün ölkələrin proletarları, birləşin!). La hoz y el martillo (símbolos soviéticos) se encuentran encima de la plataforma, mientras que la estrella roja (simbolizando el "socialismo en los cinco continentes") se encuentra en la parte superior del emblema. 

## Historia
En los primeros billetes de banco de la República Socialista Soviética de Azerbaiyán, emitidos en 1920, apareció una composición que consistía en una hoz y un martillo cruzados, una estrella de 5 terminales y una luna creciente, que a menudo consistía en una corona de orejas. 
La misma composición se incluyó en la Orden de la Bandera Roja de la República Socialista Soviética de Azerbaiyán, aprobada en 1920, cuyo borrador fue desarrollado por el jefe del departamento militar topográfico del departamento de movilización operativa del personal del Comisario del Pueblo para Militares y Asuntos navales del AzSSR IP Vekilov a imagen y semejanza del estandarte de la Orden de la Bandera Roja de la RSFSR. 
A fines de 1937, para distanciarse del idioma turco, hubo un cambio de palabras en el idioma azerbaiyano. En el escudo de armas, la palabra "SYRA" (soviet) fue reemplazada por "SOVET", y la palabra "CYMHYRIJJƏTI" (república) fue reemplazada por "RESPUBLIQASЬ". Este cambio de palabra se mantuvo hasta ahora. De conformidad con la Ley de la República Socialista Soviética de Azerbaiyán "Sobre el cambio de las letras azerbaiyanas del alfabeto latino al ruso" aprobada el 11 de julio de 1939, las letras del idioma azerbaiyano el 1 de enero de 1940 se cambiaron del alfabeto latino al alfabeto cirílico (ajustado según el idioma azerí). Por decreto del Presídium del Sóviet Supremo de la República Socialista Soviética de Azerbaiyán del 20 de marzo de 1940, las inscripciones en el emblema estatal de la República Socialista Soviética de Azerbaiyán estaban representadas en letras cirílicas. [4]
El 5 de mayo de 1956, el Decreto del Presídium del Sóviet Supremo de la República Socialista Soviética de Azerbaiyán aprobó el "Reglamento sobre el emblema estatal de la República Socialista Soviética de Azerbaiyán", que establece una descripción más precisa, incluido un círculo rojo claro, contra el cual se representaron elementos del escudo de armas (en la descripción constitucional, no se menciona este fondo). 
El 21 de abril de 1978, se aprobó la nueva Constitución (Ley Fundamental) de la República Socialista Soviética de Azerbaiyán, cuya descripción del emblema estatal se mantuvo sin cambios, pero en el anexo gráfico del "Reglamento sobre el emblema estatal de la República Socialista Soviética de Azerbaiyán" , los rayos del sol se representaron con menos frecuencia y la sombra del círculo rosa es más clara que en la figura del Estatuto de 1956. El emblema fue cambiado en 1992 al actual emblema.

Emblema no oficial de 1920 a 1921
Emblema de la República Socialista Soviética de Azerbaiyán (1921-1927)
Emblema de la República Socialista Soviética de Azerbaiyán (1927-1931)
Emblema de la República Socialista Soviética de Azerbaiyán (1931-1937)
Emblema de la República Socialista Soviética de Azerbaiyán (1937-1940)
Emblema de la República Socialista Soviética de Azerbaiyán (1940-1978)
Emblema de la República Socialista Soviética de Azerbaiyán